# كلوستريديوم كلويفيري
المطثية الكلايفرية أو الكلوستريديوم الكلايفري (الاسم العلمي: Clostridium kluyveri) هي نوع من البكتيريا اللاهوائية المتحركة موجبة غرام تتبع جنس المطثية من فصيلة نظيرات المطثية. سميت نسبة لعالم الأحياء الدقيقة الألماني ألبرت كلايفر.